# Marche-en-Famenne
Marche-en-Famenne ist eine belgische Stadt in der Provinz Luxemburg mit 17.972 Einwohnern (Stand 1. Januar 2024). Seit der Gebietsreform 1977 mit dem Zusammenschluss belgischer Gemeinden gibt es 13 Ortsteile: den städtisch geprägten Kernort Marche-en-Famenne (auch: Marche-Centre), die Dörfer Aye, Champlon-Famenne, Hargimont, Hollogne, Humain, Lignières (eine Station auf dem frühneuzeitlichen Niederländischen Postkurs nach Italien), Marloie, On, Roy, Verdenne und Waha sowie den Weiler (französisch hameau) Grimbiémont.

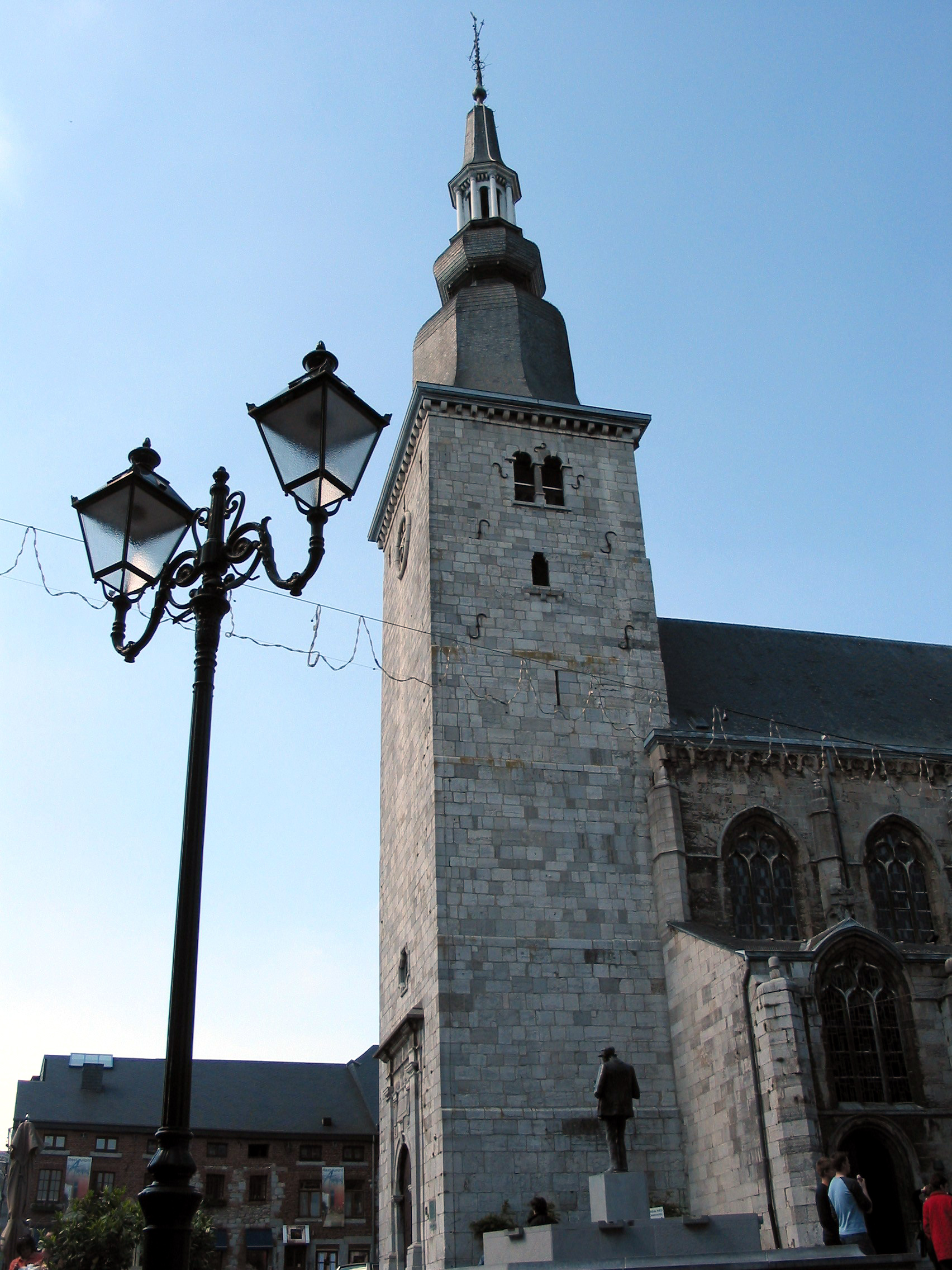
Kirche St-Remacle

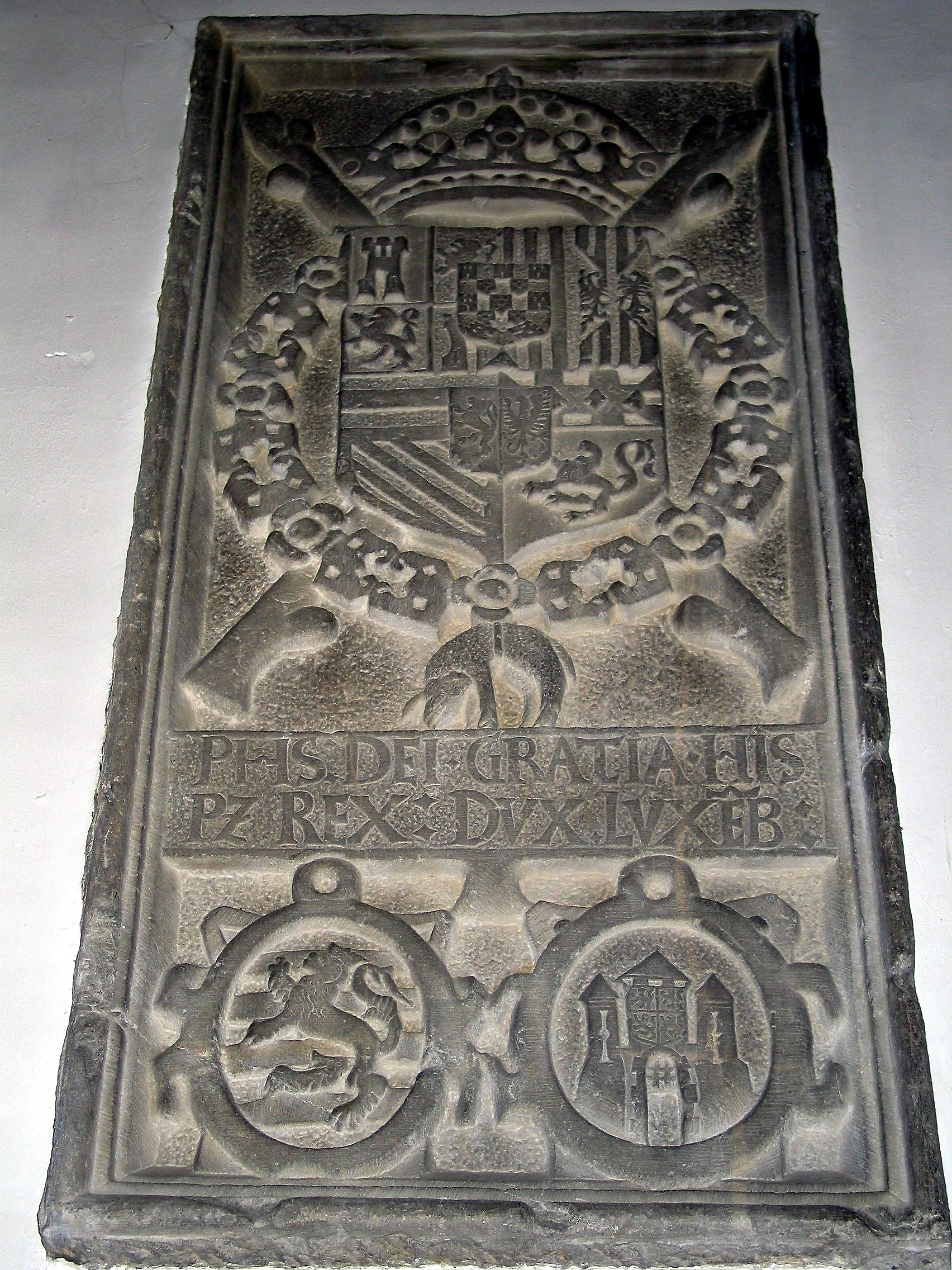
Gedächtnisstein des Ewiges Ediktes

## Geschichte
In Marche-en-Famenne befindet sich der Gedächtnisstein an das Ewige Edikt (1577), der neben dem Wappen des spanischen Königs Philipp II. auch die von Luxemburg und Marche-en-Famenne trägt.

## Personen
- Louis Henry (1834–1913), Chemiker und Hochschullehrer
- Daniel Henrotin alias Dany (* 1943), Comiczeichner
- Jacques Beurlet (1944–2020), Fußballspieler
- Hugo Siquet (* 2002), Fußballspieler

## Sonstiges
Im Stadtgebiet liegt der Truppenübungsplatz der belgischen Streitkräfte, auf dem unter anderem auch das Bataillon médian de chasseurs ardennais untergebracht ist.